# Palpoctenidia phoenicosoma
Palpoctenidia phoenicosoma là một loài bướm đêm trong họ Geometridae.